# Bronzestatuen von San Casciano dei Bagni

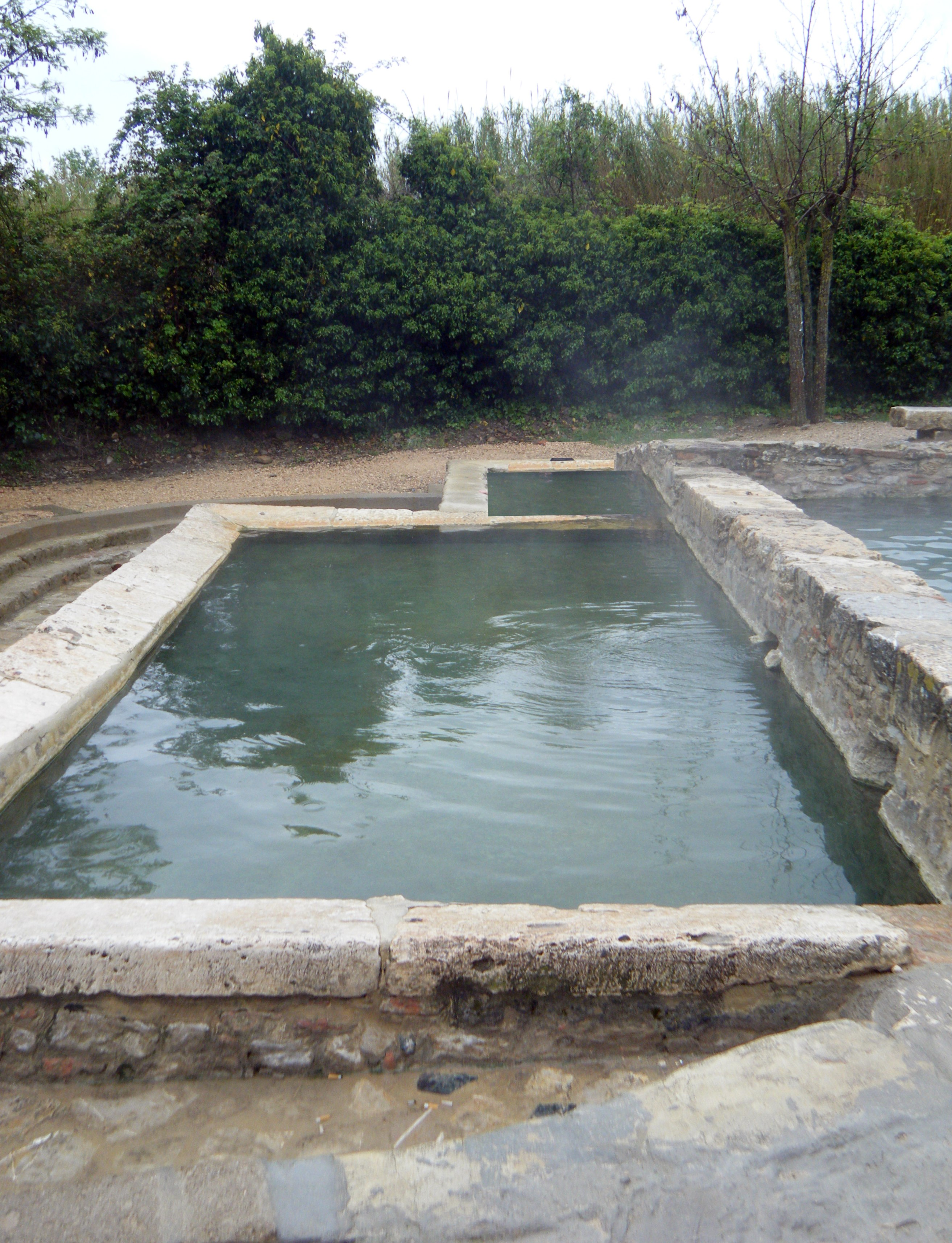
Früheres römisches Thermalbad des Bagno Grande neben der Fundstelle

Bei den Bronzestatuen von San Casciano dei Bagni handelt es sich um 24 antike Bronzestatuen, die bei einer Ausgrabung in San Casciano dei Bagni in der italienischen Provinz Siena entdeckt wurden. Sie lagen auf dem Grund eines antiken Badehauses an einer Thermalquelle, die zwischen dem 3. Jahrhundert v. Chr. und dem 5. Jahrhundert n. Chr. zunächst den Etruskern und dann den Römern als Heiligtum diente. Die Entdeckung wurde nach mehrjähriger Ausgrabungstätigkeit im Jahr 2022 bekanntgegeben.

## Fundort
Die Entstehung und Entwicklung des toskanischen Ortes San Casciano dei Bagni steht im Zusammenhang mit 42 dort vorhandenen Thermalquellen. Sie haben eine Durchschnittstemperatur von 40 °C und befördern ca. 5,5 Millionen Liter Thermalwässer täglich an die Oberfläche (drittgrößte Menge in Europa).
Die Bronzestatuen wurden bei Ausgrabungen im Bereich der Thermalquelle Bagno Grande gefunden, die noch heute als öffentliche Badestelle genutzt wird und die in der Antike ein Heiligtum war. Es bestand aus sprudelnden Becken, abfallenden Terrassen, Brunnen und Altären. Die Nutzungszeit des Heiligtums datieren Forscher auf das 3. Jahrhundert v. Chr. bis ins 5. Jahrhundert n. Chr. Es wurde in der Etruskerzeit errichtet und anschließend von den Römern ausgebaut.

## Bronzestatuen
Die 24 Bronzestatuen fanden Archäologen im Schlamm auf dem Grund eines antiken Badehauses. Durch ihre geschützte Lage und das warme Wasser sind sie vollständig erhalten geblieben. Auf den Statuen finden sich Inschriften in etruskischer und lateinischer Sprache, darunter die Namen mächtiger Familien in Etrurien. Fünf Skulpturen sind fast einen Meter hoch. Eine Skulptur erinnert an die etruskische Bronzestatue Arringatore. Die Statuen stellen Gottheiten dar, darunter den griechischen Gott des Lichts Apollo und die griechische Heilgöttin Hygieia, die in dem Heiligtum verehrt wurden. Auch mehrere Bronzefiguren von Putti und Wickelkindern wurden gefunden. Die Herstellung der Statuen wird auf den Zeitraum vom 2. Jahrhundert v. Chr. bis zum 1. Jahrhundert n. Chr. datiert. Nach Einschätzung von Archäologen wurden die Statuen höchstwahrscheinlich von örtlichen Handwerkern angefertigt.

## Weitere Funde
Bei den Ausgrabungen wurde unter Säulen, die in ein Wasserbecken gestürzt waren, ein Depot mit Votivgaben des Heiligtums freigelegt. Dort fanden sich bronzene Nachbildungen von Organen und anatomischen Körperteilen wie Beine, eine Gebärmutter und ein Penis, für die offenbar das heilende Eingreifen der Gottheit durch Thermalwasser gesucht wurde.
Aus über zwei Meter Tiefe wurden rund 5000 antike Gold-, Silber- und Bronzemünzen mit Motiven der Pax Augusta, dem flavischen Höhepunkt und den Taten von Hadrian, Marcus Aurelius und Trajan geborgen. Die Münzen waren Opfergaben der Besucher des Quellheiligtums.

## Forschungsgeschichte
Seit dem Ende des 16. Jahrhunderts wurde in historischen und geologischen Abhandlungen über die Region erwähnt, dass es sich bei der Thermalquelle des Bagno Grande um eine bedeutende römische Stätte gehandelt habe. Bereits im 19. Jahrhundert kam es zu Ausgrabungen. Erst in den 1990er Jahren wurde die Stätte als archäologischer Komplex in Zusammenhang mit römischen Thermen anerkannt und unter Schutz gestellt.
Die neueren archäologischen Untersuchungen im Bereich der Thermalquelle begannen 2007 mit der Ausgrabung einer Nekropole mit Gräbern aus dem 2. Jahrhundert n. Chr., die zweisprachige Inschriften in etruskischer und lateinischer Sprache aufwiesen. 2016 und 2017 wurden die im Gelände verbliebenen Baustrukturen, die meist unter Büschen versteckt waren, vermessen und dokumentiert. Daran schlossen sich 2018 geophysikalische Prospektionen an, um die im Untergrund vorhandenen Strukturen sichtbar zu machen. Die Ausgrabungsarbeiten begannen 2019. Im Folgejahr 2020 wurden römische Isis-, Fortuna-Primigenia- und Apollo-Altäre gefunden. Die vierte Ausgrabungskampagne im Jahr 2021 bestätigte die Bedeutung der Forschungsarbeiten. Zu dem Zeitpunkt waren bereits antike Säulen des Heiligtums, fünf Bronzestatuetten und hunderte Münzen gefunden worden.
Ende 2022 wurde der Gesamtumfang der bis dato gemachten Funde öffentlich bekannt gegeben. Nach einer Winterpause werden die Ausgrabungsarbeiten im Frühjahr 2023 fortgesetzt. An den wissenschaftlichen Untersuchungen sind weltweit über 60 Experten wie Geologen, Archäobotaniker, Epigraphiker und Numismatiker beteiligt. Zur Präsentation der Funde ist die Einrichtung eines Museums in San Casciano dei Bagni geplant, das durch einen archäologischen Park ergänzt werden soll. Seitens des Museum August Kestner in Hannover, das bedeutende Bestände an etruskischer Kunst besitzt, gibt es Überlegungen, Fundstücke der Ausgrabung in einer künftigen Sonderausstellung zu zeigen.

## Bewertung
Laut dem Archäologen Jacopo Tabolli von der Universität Siena, der das archäologische Projekt leitet, sei die Entdeckung der bisher größte Fund von Bronzestatuen aus der Etrusker- und Römerzeit im heutigen Italien. Auch handele es sich um einen der bedeutendsten Funde von Bronzestatuen im Mittelmeerraum. Der Fund sei deswegen so wichtig, weil antike Bronzestatuen meist eingeschmolzen wurden und aus dieser Zeit hauptsächlich Terrakotta-Statuen bekannt sind. Die Statuen liefern neue Erkenntnisse über die Zeit vom 2. Jahrhundert v. Chr. bis zum 1. Jahrhundert n. Chr., als die Zivilisation der Etrusker von der römischen Kultur absorbiert wurde. Anhand der Beschriftungen werden weitreichende Erkenntnisse zur etruskischen Sprache und Kultur sowie zu den Beziehungen der Etrusker zu den Römern erwartet. Der Generaldirektor der italienischen Museen Massimo Osanna bezeichnete die Bronzestatuen als die wichtigste Entdeckung seit dem Fund der Bronzestatuen von Riace in den 1970er Jahren. Die archäologische Zeitschrift Archaeology zählt die Fundstelle zu den zehn wichtigsten archäologischen Entdeckungen des Jahres 2023.